# Лауреаты Премии Правительства Российской Федерации в области науки и техники (2008)
Лауреаты Премии Правительства Российской Федерации в области науки и техники 2008 года — перечень награждённых государственной наградой Российской Федерации, присужденной за достижения в науке и технике в 2008 году.
Постановлением Правительства Российской Федерации от 26 августа 2004 года № 439, в частности, было уменьшено число премий и максимально допустимое число лауреатов каждой премии, но значительно увеличена сумма премии. Согласно этому Постановлению, с 2005 года присуждалось не более 40 премий (в том числе 10 премий за работы в сфере обороны и безопасности), каждая в размере 1 миллион рублей. Авторский коллектив каждой работы был ограничен 10 претендентами.
Лауреаты определены Постановлением Правительства от 10 марта 2009 года № 221 по предложениям Межведомственного совета по присуждению премий Правительства Российской Федерации в области науки и техники.

## Легенда
Приводятся данные по премированной работе; фамилии лауреатов, их должность и место работы; номер абзаца в Постановлении

## Лауреаты
| номер | Лауреаты | Премированная работа |
| ----- | --- | --- |
| 1.    | Минниханову Рустаму Нургалиевичу, доктору экономических наук, Премьер-министру Республики Татарстан, руководителю работы; Байдакову Сергею Львовичу, кандидату юридических наук, заместителю мэра Москвы в правительстве Москвы; Воробьеву Андрею Сергеевичу, кандидату экономических наук, заместителю начальника отдела Федерального агентства по образованию; Дегтяреву Геннадию Лукичу, доктору технических наук, профессору, президенту государственного образовательного учреждения высшего профессионального образования «Казанский государственный технический университет имени А. Н. Туполева»; Злобину Александру Авксентиевичу, кандидату технических наук, доценту, заведующему лабораторией государственного образовательного учреждения высшего профессионального образования «Московский энергетический институт (технический университет)»; Когогину Сергею Анатольевичу, кандидату экономических наук, профессору, генеральному директору открытого акционерного общества «КАМАЗ»; Мартынову Евгению Васильевичу, доктору технических наук, профессору, директору государственного учреждения «Центр энергосберегающих технологий Республики Татарстан при Кабинете Министров Республики Татарстан»; Михайлову Сергею Алексеевичу, кандидату технических наук, директору департамента Министерства энергетики Российской Федерации; Рогалеву Николаю Дмитриевичу, доктору технических наук, профессору, заместителю генерального директора общества с ограниченной ответственностью «ГАЗОЭНЕРГЕТИЧЕСКАЯ КОМПАНИЯ»; Туктарову Фариду Хайдаровичу, заместителю Министра промышленности и торговли Республики Татарстан | за разработку и реализацию комплексных региональных программ энергосбережения и энергоресурсоэффективности Республики Татарстан и г. Москвы |
| 2.    | Выскубенко Борису Александровичу, кандидату физико-математических наук, начальнику отдела федерального государственного унитарного предприятия «Российский федеральный ядерный центр — Всероссийский научно-исследовательский институт экспериментальной физики», руководителю работы, Бакшину Виктору Всеволодовичу, научному сотруднику, Ильину Сергею Павловичу, начальнику научно-исследовательской группы, Колобянину Юрию Вадимовичу, кандидату физико-математических наук, начальнику лаборатории, Свищеву Виктору Владимировичу, заместителю начальника отделения, — работникам того же предприятия; Загидуллину Марселю Вакифовичу, доктору физико-математических наук, ведущему научному сотруднику государственного учреждения «Самарский филиал Физического института имени П. Н. Лебедева Российской академии наук», Николаеву Валерию Дмитриевичу, кандидату физико-математических наук, заведующему лабораторией того же учреждения; Масленникову Виктору Александровичу, руководителю объединённой дирекции — главному конструктору по направлению открытого акционерного общества "Военно-промышленная корпорация «Научно-производственное объединение машиностроения»; Руденко Виталию Владимировичу, кандидату физико-математических наук, начальнику лаборатории — старшему научному сотруднику федерального государственного учреждения «12 Центральный научно-исследовательский институт Министерства обороны Российской Федерации»; Чернопятову Владимиру Яковлевичу, кандидату технических наук, главному специалисту Государственной корпорации по атомной энергии «Росатом» | за создание научной и технологической базы и разработку принципов построения мощных химических кислород-йодных лазеров различного назначения |
| 3.    | Каляеву Игорю Анатольевичу, члену-корреспонденту Российской академии наук, директору Научно-исследовательского института многопроцессорных вычислительных систем имени академика А. В. Каляева федерального государственного образовательного учреждения высшего профессионального образования «Южный федеральный университет», руководителю работы, Левину Илье Израилевичу, доктору технических наук, заместителю директора того же учреждения, Дордопуло Алексею Игоревичу, Катаеву Олегу Валентиновичу, кандидатам технических наук, старшим научным сотрудникам, Семерникову Евгению Андреевичу, кандидату технических наук, заведующему лабораторией, — работникам того же учреждения; Гизунову Сергею Александровичу, доктору технических наук, профессору, командиру войсковой части 26165 Министерства обороны Российской Федерации, Иванову Андрею Игоревичу, кандидату технических наук, начальнику отдела той же войсковой части; Коновальчику Павлу Михайловичу, Малеванчуку Александру Дмитриевичу, кандидатам технических наук, старшим научным сотрудникам государственного образовательного учреждения высшего профессионального образования «Московский государственный институт радиотехники, электроники и автоматики (технический университет)»; Николаеву Алексею Юрьевичу, кандидату технических наук, заместителю главного конструктора закрытого акционерного общества «ЭВРИКА» | за создание и внедрение высокопроизводительных вычислительных систем с реконфигурируемой архитектурой |
| 4.    | Тарасенко Евгению Евгеньевичу, генеральному директору общества с ограниченной ответственностью «Авторская платежная система», руководителю работы; Григорьеву Алексею Владимировичу, члену совета директоров закрытого акционерного общества «Констеллейшн ЗДи Восток», Лежневу Алексею Васильевичу, генеральному директору того же акционерного общества; Ефремову Дмитрию Юрьевичу, заместителю начальника департамента закрытого акционерного общества «Русская Медиагруппа», Кожевникову Сергею Витальевичу, генеральному директору того же акционерного общества; Мишину Игорю Николаевичу, председателю совета директоров общества с ограниченной ответственностью "Телекомпания «Четвертый канал»; Сагалаеву Эдуарду Михайловичу, доктору политических наук, президенту некоммерческой организации «Национальная ассоциация телерадиовещателей»; Сарьяну Артему Вильямовичу, кандидату педагогических наук, начальнику отдела закрытого акционерного общества «Инспэйс Плюс», Ханапову Теучежу Сагидовичу, генеральному директору того же акционерного общества; Шульге Владимиру Григорьевичу, председателю совета директоров общества с ограниченной ответственностью «Новое Мобильное Телевидение» | за разработку и внедрение автоматизированной территориально-распределительной системы защиты авторских и смежных прав в инфокоммуникационной среде |
| 5.    | Зеленцову Валентину Викторовичу, кандидату технических наук, доценту, руководителю научно-учебного комплекса государственного образовательного учреждения высшего профессионального образования «Московский государственный технический университет имени Н. Э. Баумана», руководителю работы, Дементею Виктору Петровичу, заведующему отделом, Кудряшову Владимиру Борисовичу, Рубцову Ивану Васильевичу, кандидатам технических наук, заведующим отделами, работникам того же учреждения; Еремину Григорию Владимировичу, ученому-консультанту подразделения Центра специальной техники Федеральной службы безопасности Российской Федерации, Космачёву Павлу Владимировичу, начальнику отделения, Медвецкому Сергею Владимировичу, доктору технических наук, начальнику подразделения, Яковлеву Сергею Федоровичу, кандидату технических наук, начальнику отдела, работникам того же центра; Лебедеву Владимиру Вячеславовичу, генеральному директору открытого акционерного общества «Ковровский электромеханический завод», Эльстину Виталию Ивановичу, кандидату технических наук, помощнику генерального директора того же акционерного общества | за разработку и промышленное производство многофункциональных мобильных робототехнических систем, создание на их базе и постановку на вооружение силовых ведомств Российской Федерации комплекса дистанционно управляемых технических средств нового поколения для борьбы с терроризмом |
| 6.    | Чуклинову Сергею Владимировичу, кандидату экономических наук, заместителю генерального директора открытого акционерного общества "Научно-производственное объединение «Сатурн», руководителю работы, Лымареву Геннадию Ивановичу, главному сварщику, Полякову Алексею Николаевичу, заместителю главного сварщика, — работникам того же акционерного общества; Билыку Андрею Викторовичу, генеральному директору закрытого акционерного общества «Авиационные технологии. Инжиниринг и консалтинг», Глазову Сергею Ивановичу, главному конструктору, Обознову Василию Васильевичу, ведущему конструктору, — работникам того же акционерного общества; Гладкову Эдуарду Александровичу, доктору технических наук, профессору государственного образовательного учреждения высшего профессионального образования «Московский государственный технический университет имени Н. Э. Баумана»; Джанджгаве Гиви Ивлиановичу, доктору технических наук, профессору, генеральному директору — генеральному конструктору открытого акционерного общества «Раменское приборостроительное конструкторское бюро», Люшинскому Анатолию Владимировичу, доктору технических наук, профессору, главному специалисту того же акционерного общества; Константинову Виктору Вениаминовичу, генеральному директору открытого акционерного общества «ЭЛЕКТРОМЕХАНИКА» | за разработку и внедрение оборудования нового поколения и технологий сварки в вакууме для повышения качества газотурбинных двигателей |
| 7.    | Ипатову Алексею Алексеевичу, доктору экономических наук, профессору, генеральному директору федерального государственного унитарного предприятия "Центральный ордена Трудового Красного Знамени научно-исследовательский автомобильный и автомоторный институт «НАМИ», руководителю работы, Гируцкому Ольгерту Ивановичу, доктору технических наук, профессору, первому заместителю генерального директора того же предприятия; Гаронину Дмитрию Львовичу, техническому директору общества с ограниченной ответственностью "Центральный торговый дом «Русские Автобусы»; Гаронину Льву Самойловичу, кандидату технических наук, генеральному директору общества с ограниченной ответственностью «НАМИБУС»; Горелову Алексею Владимировичу, генеральному директору общества с ограниченной ответственностью "Инвестиционная компания «Техмашинвест»; Занозину Сергею Георгиевичу, председателю правления общества с ограниченной ответственностью "Управляющая компания «Группа ГАЗ»; Зацепилову Константину Ивановичу, главному конструктору общества с ограниченной ответственностью «Ликинский автобусный завод»; Колотыгину Владимиру Валерьевичу, главному конструктору общества с ограниченной ответственностью «КАВЗ»; Маковецкому Виктору Владимировичу, директору по стратегическому развитию открытого акционерного общества «Голицынский автобусный завод»; Чайкину Игорю Евгеньевичу, главному конструктору общества с ограниченной ответственностью «Павловский автобусный завод» | за комплексную разработку и промышленное освоение в массовом производстве типоразмерного ряда малых, средних, больших и особо больших автобусов нового поколения для общественных перевозок                                                                                             |
| 8.    | Шахматову Евгению Владимировичу, доктору технических наук, профессору, проректору государственного образовательного учреждения высшего профессионального образования «Самарский государственный аэрокосмический университет имени академика С. П. Королева», руководителю работы, Ермакову Александру Ивановичу, доктору технических наук, профессору, декану факультета, Пароваю Федору Васильевичу, кандидату технических наук, доценту, Пономареву Юрию Константиновичу, доктору технических наук, профессору, Тройникову Александру Александровичу, кандидату технических наук, доценту, ведущему научному сотруднику, — работникам того же учреждения; Борисенко Александру Алексеевичу, руководителю научно-технического центра открытого акционерного общества «Ракетно-космическая корпорация „Энергия“ имени С. П. Королева», Борисову Владимиру Афанасьевичу, начальнику отделения, Филину Вячеславу Михайловичу, доктору технических наук, профессору, вице-президенту, первому заместителю генерального конструктора, — работникам того же акционерного общества; Васюкову Евгению Сергеевичу, техническому директору закрытого акционерного общества "Управляющая компания «Брянский машиностроительный завод»; Кирилину Александру Николаевичу, доктору технических наук, профессору, генеральному директору федерального государственного унитарного предприятия "Государственный научно-производственный ракетно-космический центр «ЦСКБ-Прогресс» | за комплексное решение проблем виброзащиты изделий транспортного машиностроения и аэрокосмической техники на базе упругопористого материала — металлорезины |
| 9.    | Ланчакову Григорию Александровичу, кандидату технических наук, главному инженеру — первому заместителю генерального директора общества с ограниченной ответственностью «Газпром добыча Уренгой», руководителю работы, Сеченову Владимиру Сергеевичу, начальнику отдела, Степаненко Александру Ивановичу, кандидату технических наук, главному сварщику, Сулейманову Риму Султановичу, кандидату технических наук, генеральному директору, — работникам того же общества; Ананенкову Александру Георгиевичу, заместителю председателя правления открытого акционерного общества «Газпром», Хомякову Сергею Федоровичу, кандидату экономических наук, заместителю председателя правления того же акционерного общества; Власову Сергею Викторовичу, кандидату технических наук, генеральному директору общества с ограниченной ответственностью «Газпромэнергодиагностика», Егурцову Сергею Алексеевичу, первому заместителю генерального директора того же общества; Григорьеву Борису Афанасьевичу, доктору технических наук, профессору, главному научному сотруднику государственного учреждения «Институт проблем нефти и газа» Российской академии наук | за разработку и внедрение в производство автоматизированной системы обеспечения безопасности объектов транспорта газа России |
| 10.   | Кузнецову Олегу Леонидовичу, доктору технических наук, профессору, ректору государственного образовательного учреждения высшего профессионального образования Московской области "Международный университет природы, общества и человека «Дубна», руководителю работы, Арутюнову Сергею Львовичу, кандидату геолого-минералогических наук, профессору того же учреждения; Мельчуку Борису Юрьевичу, кандидату технических наук, ведущему научному сотруднику федерального государственного унитарного предприятия "Государственный научный центр Российской Федерации «Всероссийский научно-исследовательский институт геологических, геофизических и геохимических систем», Чиркину Игорю Алексеевичу, кандидату геолого-минералогических наук, ведущему научному сотруднику того же предприятия; Дыбленко Валерию Петровичу, кандидату технических наук, директору общества с ограниченной ответственностью «Научно-производственное предприятие Ойл-Инжиниринг»; Карнаухову Сергею Михайловичу, кандидату геолого-минералогических наук, начальнику управления открытого акционерного общества «Газпром»; Курьянову Юрию Алексеевичу, доктору технических наук, профессору, советнику президента закрытого акционерного общества «Интегра Менеджмент»; Лукьянову Юрию Викторовичу, кандидату технических наук, начальнику управления открытого акционерного общества "Акционерная нефтяная Компания «Башнефть»; Рябченко Виктору Николаевичу, генеральному директору общества с ограниченной ответственностью «Славнефть-Красноярск нефтегаз»; Шленкину Сергею Ивановичу, кандидату технических наук, доценту, генеральному директору общества с ограниченной ответственностью «Славнефть — Научно-производственный центр» | за создание и внедрение инновационных сейсмоакустических технологий разведки и разработки месторождений нефти и газа |
| 11.   | Трубецкому Клименту Николаевичу, академику, главному научному сотруднику государственного учреждения «Институт проблем комплексного освоения недр» Российской академии наук, руководителю работы, Клебанову Алексею Феликсовичу, кандидату технических наук, ведущему научному сотруднику того же учреждения; Владимирову Дмитрию Ярославовичу, начальнику отделения открытого акционерного общества «Институт электронных управляющих машин»; Горшкову Александру Юрьевичу, генеральному директору открытого акционерного общества «Стойленский горно-обогатительный комбинат»; Малышеву Сергею Евстафьевичу, управляющему директору открытого акционерного общества «Челябинский металлургический комбинат»; Одинцеву Николаю Владимировичу, кандидату физико-математических наук, начальнику отдела общества с ограниченной ответственностью «ВИСТ Групп», Перепелицыну Александру Ивановичу, кандидату технических наук, ведущему специалисту, Рыльникову Алексею Геннадьевичу, руководителю проекта, — работникам того же общества; Рашевскому Владимиру Валерьевичу, кандидату экономических наук, генеральному директору, председателю правления открытого акционерного общества «Сибирская Угольная Энергетическая Компания»; Рыбаку Льву Владимировичу, кандидату технических наук, директору представительства акционерного общества «МИР Трейд АГ» в г. Москве | за разработку и широкую промышленную реализацию на горнодобывающих предприятиях России автоматизированной системы управления горнотранспортными комплексами «Карьер» |
| 12.   | Литвиненко Владимиру Стефановичу, доктору технических наук, профессору, ректору государственного образовательного учреждения высшего профессионального образования «Санкт-Петербургский государственный горный институт имени Г. В. Плеханова (технический университет)», руководителю работы, Дашко Регине Эдуардовне, доктору геолого-минералогических наук, профессору, Зубову Владимиру Павловичу, Протосене Анатолию Григорьевичу, докторам технических наук, профессорам, заведующим кафедрами, Трушко Владимиру Леонидовичу, доктору технических наук, профессору, проректору, — работникам того же учреждения; Клямко Андрею Станиславовичу, члену наблюдательного совета общества с ограниченной ответственностью «Металл-групп», Плащинскому Виктору Францевичу, заместителю директора, Прановичу Александру Александровичу, доктору экономических наук, директору, — работникам того же общества | за разработку и внедрение экологически безопасных комбинированных технологий добычи и комплексной переработки руд, обеспечивающих ввод в эксплуатацию и освоение уникального Яковлевского месторождения богатых железных руд                                                            |
| 13.   | Трапезниковой Маргарите Федоровне, академику Российской академии медицинских наук, руководителю государственного учреждения «Московский областной научно-исследовательский клинический институт имени М. Ф. Владимирского», руководителю работы, Астахову Павлу Валерьевичу, Шумскому Вячеславу Ивановичу, докторам медицинских наук, профессорам, Уренкову Сергею Борисовичу, доктору медицинских наук, ведущему научному сотруднику, — работникам того же учреждения; Андрееву Юрию Германовичу, доктору технических наук, генеральному директору общества с ограниченной ответственностью «Минимально инвазивные технологии»; Герасимову Льву Николаевичу, доктору технических наук, директору общества с ограниченной ответственностью «ЛГК», Герасимову Роману Львовичу, главному конструктору того же общества; Дзеранову Николаю Константиновичу, доктору медицинских наук, профессору, заведующему отделом федерального государственного учреждения «Научно-исследовательский институт урологии Федерального агентства по высокотехнологичной медицинской помощи», Лопаткину Николаю Алексеевичу, академику Российской академии медицинских наук, почетному директору того же учреждения | за разработку, экспериментально-клиническое обоснование, серийное производство и внедрение в практическое здравоохранение дистанционного литотриптера «Компакт-01-У-ЛГК» с эндоурологическим комплексом                                                                                 |
| 14.   | Хасанову Рустему Шамильевичу, доктору медицинских наук, профессору, главному врачу государственного медицинского учреждения здравоохранения «Клинический онкологический диспансер» Министерства здравоохранения Республики Татарстан, руководителю работы, Балатенко Надежде Васильевне, Мухаметшиной Гузеле Зиннуровне, заведующим отделениями, Карпенко Луизе Гайнутдиновне, кандидату медицинских наук, заместителю главного врача, — работникам того же учреждения; Ганьшиной Инне Петровне, кандидату медицинских наук, старшему научному сотруднику государственного учреждения «Российский онкологический научный центр имени Н. Н. Блохина Российской академии медицинских наук», Личиницеру Михаилу Романовичу, члену-корреспонденту Российской академии наук, заместителю директора, Степановой Евгении Владиславовне, кандидату медицинских наук, старшему научному сотруднику, — работникам того же учреждения; Петрову Семену Венидиктовичу, доктору медицинских наук, профессору кафедры государственного образовательного учреждения высшего профессионального образования «Казанский государственный медицинский университет Федерального агентства по здравоохранению и социальному развитию»; Пожарисскому Казимиру Мариановичу, доктору медицинских наук, профессору, заведующему лабораторией федерального государственного учреждения «Российский научный центр радиологии и хирургических технологий Федерального агентства по высокотехнологичной медицинской помощи»; Франку Георгию Авраамовичу, члену-корреспонденту Российской академии медицинских наук, руководителю отделения федерального государственного учреждения «[[Московский научно-исследовательский онкологический институт имени П. А. Герцена Федерального агентства по высокотехнологичной медицинской помощи]]» | за разработку и внедрение в клиническую практику методов прогноза и рациональной лекарственной терапии злокачественных опухолей на основании изучения молекулярно-биологических маркеров                                                                                                |
| 15.   | Затевахину Игорю Ивановичу, академику Российской академии медицинских наук, заведующему кафедрой государственного образовательного учреждения высшего профессионального образования «Российский государственный медицинский университет Федерального агентства по здравоохранению и социальному развитию», Аль-Сабунчи Омару Абдул Маджид Али, доктору медицинских наук, доценту, Шиповскому Владимиру Николаевичу, доктору медицинских наук, Щёголеву Александру Андреевичу, доктору медицинских наук, профессору, заведующему кафедрой, — работникам того же учреждения; Борисову Александру Евгеньевичу, доктору медицинских наук, профессору, заведующему кафедрой государственного образовательного учреждения дополнительного профессионального образования «Санкт-Петербургская медицинская академия последипломного образования Федерального агентства по здравоохранению и социальному развитию», Кащенко Виктору Анатольевичу, доктору медицинских наук, работнику того же учреждения; Ерамишанцеву Александру Константиновичу, доктору медицинских наук, профессору, главному научному сотруднику отделения государственного учреждения «Российский научный центр хирургии имени академика Б. В. Петровского Российской академии медицинских наук», Жигаловой Светлане Борисовне, кандидату медицинских наук, старшему научному сотруднику отделения, Шерцингеру Александру Георгиевичу, доктору медицинских наук, профессору, заведующему отделением, — работникам того же учреждения; Шагиняну Арсену Карленовичу, кандидату медицинских наук, врачу-эндоскописту отделения государственного учреждения здравоохранения г. Москвы «Городская клиническая больница N 57 Департамента здравоохранения города Москвы» | за разработку и внедрение в клиническую практику новых технологий лечения портальной гипертензии и кровотечений из варикозных вен пищевода |
| 16.   | Кононову Владимиру Михайловичу, кандидату философских наук, генеральному директору закрытого акционерного общества "Строительно-инвестиционная Компания «КОНКОР», руководителю работы, Королеву Александру Анатольевичу, первому заместителю генерального директора того же акционерного общества; Соловьеву Анатолию Павловичу, главному конструктору закрытого акционерного общества "Холдинговая компания «ТРЕКПОР ТЕХНОЛОДЖИ», Щеголеву Дмитрию Владиславовичу, заместителю генерального директора того же акционерного общества; Апелю Павлу Юрьевичу, доктору химических наук, заместителю начальника Центра прикладной физики Лаборатории ядерных реакций имени Г. Н. Флерова Объединённого института ядерных исследований, Денисову Юрию Николаевичу, доктору технических наук, профессору, советнику при дирекции того же института; Воинову Валерию Александровичу, доктору медицинских наук, профессору, заведующему отделением клиники государственного образовательного учреждения высшего профессионального образования «[[Санкт-Петербургский государственный медицинский университет имени академика И. П. Павлова Федерального агентства по здравоохранению и социальному развитию]]»; Парашкевову Петъру Атанасову, генеральному директору закрытого акционерного общества «Информационно-выставочный центр прогрессивных строительных материалов и технологий»; Тычкову Михаилу Юрьевичу, директору общества с ограниченной ответственностью «Центр лечебно-профилактических технологий» | за разработку и создание научно-производственного комплекса, высокотехнологического медицинского оборудования, расходных материалов, а также методических рекомендаций для мембранного лечебного и донорского плазмафереза и внедрение их в медицинскую практику                        |
| 17.   | Хаджиеву Саламбеку Наибовичу, академику, директору учреждения Российской академии наук Ордена Трудового Красного Знамени Института нефтехимического синтеза имени А. В. Топчиева РАН, руководителю работы; Бабынину Александру Александровичу, генеральному директору открытого акционерного общества «ТАИФ-НК», Калимуллину Амилю Камильевичу, директору завода бензинов того же акционерного общества; Галиеву Ринату Галиевичу, доктору технических наук, профессору, генеральному директору открытого акционерного общества «Всероссийский научно-исследовательский институт по переработке нефти», Соляру Борису Захаровичу, кандидату технических наук, заведующему лабораторией, Хавкину Всеволоду Артуровичу, доктору технических наук, профессору, заместителю генерального директора, — работникам того же акционерного общества; Забелинской Елене Николаевне, заместителю технического директора — начальнику отдела открытого акционерного общества «Научно-исследовательский и проектный институт нефтеперерабатывающей и нефтехимической промышленности», Капустину Владимиру Михайловичу, доктору технических наук, профессору, генеральному директору того же акционерного общества; Преснякову Владимиру Васильевичу, заместителю генерального директора открытого акционерного общества «ТАИФ», Шигабутдинову Альберту Кашафовичу, генеральному директору того же акционерного общества | за разработку процесса каталитического крекинга — гидроочистки сернистого сырья и создание на его основе крупнотоннажного промышленного производства высокооктанового автомобильного бензина                                                                                            |
| 18.   | Алдошину Сергею Михайловичу, академику, директору государственного учреждения «Институт проблем химической физики Российской академии наук», руководителю работы, Матковскому Петру Евгеньевичу, доктору технических наук, профессору, заведующему лабораторией, Троицкому Владимиру Николаевичу, доктору технических наук, профессору, главному научному сотруднику, — работникам того же учреждения; Колесникову Владимиру Александровичу, доктору технических наук, профессору, ректору государственного образовательного учреждения высшего профессионального образования «Российский химико-технологический университет имени Д. И. Менделеева», Мешалкину Валерию Павловичу, члену-корреспонденту Российской академии наук, директору Международного института логистики ресурсосбережения и технологической инноватики того же учреждения; Перлову Николаю Алексеевичу, кандидату технических наук, директору государственного унитарного предприятия «Башкирский научно-исследовательский и проектно-конструкторский институт нефтяного машиностроения» Республики Башкортостан; Соколу Борису Александровичу, кандидату технических наук, председателю совета директоров открытого акционерного общества «Щекиноазот»; Шамсутдинову Владимиру Гарафовичу, директору общества с ограниченной ответственностью «Татнефть-Нижнекамскнефтехим-Ойл»; Яруллину Рафинату Саматовичу, кандидату технических наук, генеральному директору открытого акционерного общества «Татнефтехиминвест-холдинг»; Сайфуллину Нуру Рашитовичу (посмертно) | за научно-техническую разработку, промышленное освоение и оптимальное управление эксплуатацией экологически безопасных ресурсосберегающих технологий производства высококачественной нефтехимической и химической продукции                                                             |
| 19.   | Золотову Юрию Александровичу, академику, главному научному сотруднику государственного учреждения «Институт общей и неорганической химии имени Н. С. Курнакова Российской академии наук», руководителю работы, Беловой Вере Васильевне, доктору химических наук, ведущему научному сотруднику, Холькину Анатолию Ивановичу, члену-корреспонденту Российской академии наук, заведующему лабораторией, — работникам того же учреждения; Акатьевой Лидии Викторовне, кандидату химических наук, доценту кафедры Егорьевского технологического института (филиала) государственного образовательного учреждения высшего профессионального образования Московского государственного технологического университета «Станкин», Гладуну Виктору Деамидовичу, доктору технических наук, профессору, заведующему кафедрой того же института; Кузьмину Владимиру Ивановичу, доктору химических наук, заведующему лабораторией государственного учреждения «Институт химии и химической технологии Сибирского отделения Российской академии наук», Пашкову Геннадию Леонидовичу, члену-корреспонденту Российской академии наук, директору, Самойлову Виктору Григорьевичу, кандидату технических наук, доценту, заместителю директора, Флейтлиху Исааку Юрьевичу, кандидату химических наук, ведущему научному сотруднику, — работникам того же учреждения; Сергееву Валерию Владимировичу, кандидату химических наук, генеральному директору общества с ограниченной ответственностью «Химреактивсервис» | за создание и промышленное применение новых экстракционных процессов и комбинированных гидрометаллургических схем для переработки нетрадиционного и техногенного сырья и промышленных продуктов производства редких и цветных металлов                                                  |
| 20.   | Кушнареву Алексею Владиславовичу, кандидату технических наук, управляющему директору открытого акционерного общества «Нижнетагильский металлургический комбинат», руководителю работы, Виноградову Сергею Валерьевичу, кандидату технических наук, заместителю главного сталеплавильщика того же акционерного общества; Дьяченко Виктору Федоровичу, главному инженеру открытого акционерного общества «Магнитогорский металлургический комбинат», Самойлину Сергею Алексеевичу, старшему мастеру участка того же акционерного общества; Жучкову Владимиру Ивановичу, доктору технических наук, профессору, ведущему научному сотруднику государственного учреждения «Институт металлургии Уральского отделения Российской академии наук», Леонтьеву Леопольду Игоревичу, академику, директору, Лопатину Владимиру Николаевичу, ведущему инженеру, — работникам того же учреждения; Сычеву Александру Владимировичу, заместителю директора общества с ограниченной ответственностью «Новые технологии в металлургии»; Шахпазову Евгению Христофоровичу, доктору технических наук, профессору, генеральному директору федерального государственного унитарного предприятия «Центральный научно-исследовательский институт чёрной металлургии имени И. П. Бардина» | за создание и освоение комплекса нового инжекционного оборудования и технологий, обеспечивающих значительное повышение эффективности сталеплавильного производства |
| 21.   | Косенко Виктору Евгеньевичу, кандидату технических наук, первому заместителю генерального конструктора и генерального директора открытого акционерного общества «Информационные спутниковые системы имени академика М. Ф. Решетнева», Попову Василию Владимировичу, начальнику отдела, Хартову Виктору Владимировичу, доктору технических наук, профессору, заместителю генерального конструктора, Шевердову Валерию Филипповичу, кандидату технических наук, доценту, заместителю генерального директора — главному инженеру, — работникам того же акционерного общества; Альбрехту Александру Владимировичу, доктору технических наук, профессору, заместителю генерального конструктора федерального государственного унитарного предприятия «Государственный космический научно-производственный центр имени М. В. Хруничева»; Белякову Геннадию Павловичу, доктору экономических наук, профессору, ректору государственного образовательного учреждения высшего профессионального образования «Сибирский государственный аэрокосмический университет имени академика М. Ф. Решетнева»; Ганженко Валерию Павловичу, кандидату технических наук, доценту, заместителю генерального директора — начальнику службы федерального государственного унитарного предприятия «Космическая связь», Корчагину Евгению Николаевичу, кандидату технических наук, директору Центра космической связи «Железногорск» филиала того же предприятия; Гладущенко Владимиру Николаевичу, генеральному директору открытого акционерного общества "Научно-производственный центр «Полюс»; Жамалетдинову Наиму Исмаиловичу, начальнику отделения, заместителю генерального конструктора федерального государственного унитарного предприятия «Российский научно-исследовательский институт космического приборостроения» | за создание национальной спутниковой группировки для обеспечения глобальной связи и телевещания на всей территории Российской Федерации |
| 22.   | Кузнецову Владимиру Дмитриевичу, доктору физико-математических наук, директору учреждения Российской академии наук «Институт земного магнетизма, ионосферы и распространения радиоволн имени Н. В. Пушкова РАН», руководителю работы; Аптекарю Рафаилу Львовичу, кандидату физико-математических наук, ведущему научному сотруднику учреждения Российской академии наук «Физико-технический институт имени А. Ф. Иоффе РАН»; Житнику Игорю Александровичу, доктору физико-математических наук, главному научному сотруднику учреждения Российской академии наук «Физический институт имени П. Н. Лебедева РАН», Кузину Сергею Вадимовичу, кандидату физико-математических наук, заведующему лабораторией того же учреждения; Котову Юрию Дмитриевичу, кандидату физико-математических наук, доценту, директору Института астрофизики государственного образовательного учреждения высшего профессионального образования «Московский инженерно-физический институт (государственный университет)»; Нусинову Анатолию Абрамовичу, доктору физико-математических наук, главному научному сотруднику — заведующему лабораторией государственного учреждения «Институт прикладной геофизики имени академика Е. К. Федорова»; Шилову Анатолию Евгеньевичу, кандидату технических наук, начальнику управления Федерального космического агентства; Кузнецову Сергею Николаевичу (посмертно), Панкову Владиславу Михайловичу (посмертно), Степанову Анатолию Ивановичу (посмертно) | за создание комплекса научной аппаратуры с новыми информационными каналами регистрации корпускулярного и электромагнитного излучений Солнца, а также за приоритетные результаты наблюдений солнечной активности и её воздействия на Землю со спутника КОРОНАС-Ф (2001—2005 годы)        |
| 23.   | Стрекозову Николаю Ивановичу, академику Российской академии сельскохозяйственных наук, заместителю директора государственного научного учреждения «Всероссийский научно-исследовательский институт животноводства Российской академии сельскохозяйственных наук», руководителю работы, Легошину Геннадию Петровичу, доктору сельскохозяйственных наук, профессору, заведующему отделом, Половинко Любови Михайловне, кандидату сельскохозяйственных наук, ведущему научному сотруднику, — работникам того же учреждения; Арилову Анатолию Нимеевичу, доктору сельскохозяйственных наук, профессору, проректору государственного образовательного учреждения высшего профессионального образования «Калмыцкий государственный университет»; Бурке Василию Сергеевичу, кандидату сельскохозяйственных наук, генеральному директору открытого акционерного общества "Племенной конный завод «Зимовниковский»; Илюмжинову Кирсану Николаевичу, Главе Республики Калмыкия; Каюмову Фоату Галимовичу, доктору сельскохозяйственных наук, профессору, заместителю директора государственного научного учреждения «Всероссийский научно-исследовательский институт мясного скотоводства Российской академии сельскохозяйственных наук»; Кущу Евгению Дмитриевичу, председателю правления сельскохозяйственного производственного кооператива — племзавода «Дружба»; Шапочкину Василию Васильевичу, директору департамента Министерства сельского хозяйства Российской Федерации; Эрендженову Ивану Бадмаевичу, кандидату ветеринарных наук, генеральному директору открытого акционерного общества «Племенной завод имени А. Чапчаева» | за разработку и внедрение устойчивой производственной системы получения говядины на основе российских пород мясного скота |
| 24.   | Зрюкину Владимиру Васильевичу, кандидату технических наук, профессору, советнику ректора государственного образовательного учреждения высшего профессионального образования «Ивановская государственная текстильная академия», руководителю работы, Калинину Евгению Николаевичу, доктору технических наук, профессору, проректору, Ларину Игорю Юрьевичу, кандидату технических наук, профессору, Павлову Ювеналию Васильевичу, доктору технических наук, профессору, заведующему кафедрой, — работникам того же учреждения; Капитанову Анатолию Федоровичу, доктору технических наук, профессору государственного образовательного учреждения высшего профессионального образования «Московский государственный текстильный университет имени А. Н. Косыгина»; Кузнецовой Нонне Михайловне, руководителю информационного центра открытого акционерного общества Научно-производственный комплекс «ЦНИИШерсть», Пахновой Татьяне Митрофановне, ведущему научному сотруднику центра того же акционерного общества; Лапшину Владимиру Германовичу, кандидату технических наук, исполнительному директору открытого акционерного общества «Вичуга-Контракт»; Труевцеву Николаю Николаевичу, доктору технических наук, профессору, заведующему кафедрой государственного образовательного учреждения высшего профессионального образования «Санкт-Петербургский государственный университет технологии и дизайна»; Гинзбургу Льву Натановичу (посмертно) | за научные основы и промышленное внедрение комплекса ресурсосберегающих технологий производства конкурентоспособных текстильных изделий в рыночных условиях |
| 25.   | Юдину Сергею Михайловичу, доктору медицинских наук, профессору, генеральному директору общества с ограниченной ответственностью "Научно-производственная компания «Современные биотехнологии», руководителю работы, Магатаеву Султану Валиевичу, заместителю генерального директора, Слободяну Владимиру Григорьевичу, кандидату медицинских наук, заместителю генерального директора, — работникам того же общества; Лунину Владимиру Глебовичу, кандидату биологических наук, заведующему лабораторией государственного учреждения «[[Научно-исследовательский институт эпидемиологии и микробиологии имени почетного академика Н. Ф. Гамалеи Российской академии медицинских наук]]»; Махачеву Гаджи Нухиевичу, доктору юридических наук, профессору, Постоянному представителю Республики Дагестан при Президенте Российской Федерации; Назарову Александру Викторовичу, кандидату экономических наук, аудитору Счетной палаты Российской Федерации; Панину Александру Николаевичу, академику Российской академии сельскохозяйственных наук, директору федерального государственного учреждения «Всероссийский государственный Центр качества и стандартизации лекарственных средств для животных и кормов»; Советкину Станиславу Васильевичу, доктору биологических наук, профессору, заведующему лабораторией того же учреждения; Романенко Геннадию Алексеевичу, академику Российской академии сельскохозяйственных наук, президенту Российской академии сельскохозяйственных наук; Самойленко Владимиру Александровичу, кандидату биологических наук, заведующему сектором государственного учреждения «Институт биохимии и физиологии микроорганизмов имени Г. К. Скрябина Российской академии наук» | за разработку научных основ и внедрение ресурсосберегающей технологии повышения рентабельности мясного и молочного животноводства, бройлерного птицеводства |
| 26.   | Залиханову Михаилу Чоккаевичу, академику, научному руководителю государственного учреждения «Высокогорный геофизический институт» (ВГИ) Федеральной службы по гидрометеорологии и мониторингу окружающей среды, депутату Государственной Думы Федерального Собрания Российской Федерации, руководителю работы, Абшаеву Магомету Тахировичу, доктору физико-математических наук, профессору, заместителю директора того же учреждения; Емельянову Валерию Ниловичу, доктору технических наук, профессору, первому заместителю директора федерального государственного унитарного предприятия "Федеральный научно-производственный центр «Научно-исследовательский институт прикладной химии», Несмеянову Павлу Артемьевичу, кандидату технических наук, Сарабьеву Виктору Ивановичу, доктору технических наук, профессору, начальникам отделов, — работникам того же предприятия; Беккиеву Азрету Юсуповичу, доктору технических наук, начальнику департамента Государственной корпорации по содействию разработке, производству и экспорту высокотехнологичной промышленной продукции «Ростехнологии»; Берюлеву Геннадию Петровичу, кандидату физико-математических наук, заведующему отделом государственного учреждения «Центральная аэрологическая обсерватория»; Корнееву Виктору Петровичу, кандидату технических наук, директору автономной некоммерческой организации «Агентство атмосферных технологий»; Резникову Михаилу Сергеевичу, генеральному директору федерального государственного унитарного предприятия «Чебоксарское производственное объединение имени В. И. Чапаева», Шакирову Ильдару Нуртдиновичу (посмертно) | за создание и внедрение технологий сохранения жизнеобеспечивающих функций окружающей среды на основе инновационных разработок искусственного регулирования атмосферных осадков |
| 27.   | Владимирову Виктору Алексеевичу, доктору технических наук, главному специалисту государственного учреждения «[[Центр стратегических исследований гражданской защиты Министерства Российской Федерации по делам гражданской обороны, чрезвычайным ситуациям и ликвидации последствий стихийных бедствий]]», руководителю работы; Кутепову Владимиру Митрофановичу, доктору геолого-минералогических наук, заведующему лабораторией государственного учреждения «Институт геоэкологии Российской академии наук», Осипову Виктору Ивановичу, академику, директору того же учреждения; Болову Владиславу Рамазановичу, доктору географических наук, начальнику государственного учреждения «[[Всероссийский центр мониторинга и прогнозирования чрезвычайных ситуаций природного и техногенного характера Министерства Российской Федерации по делам гражданской обороны, чрезвычайным ситуациям и ликвидации последствий стихийных бедствий]]»; Воробьеву Юрию Леонидовичу, кандидату политических наук, члену Совета Федерации Федерального Собрания Российской Федерации; Гарагуле Людмиле Семеновне, доктору геолого-минералогических наук, профессору кафедры государственного высшего учебно-научного учреждения геологического факультета Московского государственного университета имени М. В. Ломоносова; Куличкову Сергею Николаевичу, доктору физико-математических наук, заместителю директора государственного учреждения «Институт физики атмосферы имени А. М. Обухова Российской академии наук»; Соболеву Геннадию Александровичу, члену-корреспонденту Российской академии наук, заведующему лабораторией государственного учреждения «Институт физики Земли имени О. Ю. Шмидта Российской академии наук»; Шойгу Сергею Кужугетовичу, кандидату экономических наук, Министру Российской Федерации по делам гражданской обороны, чрезвычайным ситуациям и ликвидации последствий стихийных бедствий; Рагозину Алексею Леонидовичу (посмертно) | за разработку и внедрение методов и технологий комплексной оценки и управления природно-техногенными рисками с целью устойчивого развития России |
| 28.   | Левченко Александру Николаевичу, кандидату технических наук, первому заместителю руководителя департамента градостроительной политики, развития и реконструкции г. Москвы правительства Москвы, руководителю работы; Богомоловой Ольге Витальевне, кандидату технических наук, вице-президенту общества с ограниченной ответственностью "Научно-производственное объединение «КОСМОС»; Горбаневу Ростиславу Васильевичу, кандидату технических наук, доценту, первому заместителю директора государственного унитарного предприятия «Научно-исследовательский и проектный институт Генерального плана города Москвы»; Екимову Виктору Константиновичу, генеральному директору государственного унитарного предприятия г. Москвы по эксплуатации и ремонту инженерных сооружений «Гормост»; Животинскому Геннадию Моисеевичу, генеральному директору открытого акционерного общества «МОСИНЖСТРОЙ»; Лужкову Юрию Михайловичу, мэру Москвы; Оглоблиной Марине Евгеньевне, кандидату экономических наук, руководителю департамента экономической политики и развития г. Москвы правительства Москвы; Панкиной Светлане Федоровне, директору государственного унитарного предприятия г. Москвы "Институт по изысканиям и проектированию инженерных сооружений «Мосинжпроект»; Чувериной Светлане Григорьевне, начальнику управления комитета по архитектуре и градостроительству г. Москвы правительства Москвы; Шварцману Владимиру Львовичу, первому заместителю генерального директора открытого акционерного общества Корпорация «Трансстрой» | за разработку и внедрение комплекса инновационных инженерно-технических решений по реконструкции и строительству кольцевых и радиальных магистралей и дорожно-мостового хозяйства г. Москвы                                                                                             |
| 29.   | Кальгину Александру Анатольевичу, доктору технических наук, ректору государственного образовательного учреждения высшего профессионального образования «Московский институт коммунального хозяйства и строительства», руководителю работы; Горбачевой Раисе Ивановне, кандидату химических наук, заведующей лабораторией федерального государственного унитарного предприятия — ордена Трудового Красного Знамени Академии коммунального хозяйства имени К. Д. Памфилова, Кузнецовой Елене Георгиевне, кандидату химических наук, заведующей отделом, Левину Виктору Максимовичу, кандидату технических наук, бывшему заведующему отделом, Ремезковой Любови Васильевне, кандидату химических наук, заведующей лабораторией, Сурису Мордко Арьевичу, кандидату технических наук, ведущему научному сотруднику, — работникам того же предприятия; Ремезову Александру Николаевичу, кандидату технических наук, профессору, генеральному директору открытого акционерного общества «Московская объединённая энергетическая компания»; Рогалеву Виктору Антоновичу, доктору технических наук, профессору, генеральному директору закрытого акционерного общества «Экологический институт»; Семенову Владимиру Всеволодовичу, доктору технических наук, заведующему отделом федерального государственного унитарного научно-производственного предприятия «Геологоразведка»; Фогелю Андрею Дмитриевичу, генеральному директору открытого акционерного общества «Информатика» | за разработку и внедрение ресурсосберегающих технологий защиты трубопроводов коммунального назначения, обеспечивающих безаварийное функционирование систем жизнедеятельности городов |
| 30.   | Ившиной Ирине Борисовне, члену-корреспонденту Российской академии наук, заведующей лабораторией государственного учреждения «Институт экологии и генетики микроорганизмов Уральского отделения Российской академии наук», руководителю работы, Куюкиной Марии Станиславовне, доктору биологических наук, ведущему научному сотруднику того же учреждения; Архипченко Ирине Александровне, доктору биологических наук, заведующей лабораторией государственного научного учреждения Всероссийский научно-исследовательский институт сельскохозяйственной микробиологии Российской академии сельскохозяйственных наук; Боровинских Александру Павловичу, доктору геолого-минералогических наук, Министру природных ресурсов и охраны окружающей среды Республики Коми; Загвоздкину Виктору Константиновичу, кандидату технических наук, начальнику отдела открытого акционерного общества "Нефтяная компания «ЛУКОЙЛ», Муляку Владимиру Витальевичу, кандидату геолого-минералогических наук, вице-президенту — начальнику главного управления того же акционерного общества; Маркаровой Марии Юрьевне, кандидату биологических наук, старшему научному сотруднику государственного учреждения «Институт биологии Коми научного центра Уральского отделения Российской академии наук», Таскаеву Анатолию Ивановичу, кандидату биологических наук, директору того же учреждения; Трофимову Сергею Яковлевичу, доктору биологических наук, профессору — заведующему кафедрой государственного учебно-научного учреждения в составе Московского государственного университета имени М. В. Ломоносова; Оборину Александру Антоновичу (посмертно) | за разработку и внедрение комплекса биотехнологий и систем восстановления нарушенных и загрязненных углеводородами тундровых и северотаежных биогеоценозов |